# 乌斯季布祖卢克斯卡亚农村居民点
乌斯季布祖卢克斯卡亚农村居民点（俄语：Усть-Бузулукское сельское поселение）是俄罗斯联邦伏尔加格勒州阿列克谢耶夫斯卡亚区所属的一个农村居民点。其下辖有3个居民点，行政中心为乌斯季布祖卢克斯卡亚。据2016年统计，该农村居民点的人口为2534人。